# Emmanuel d'Harcourt (1844-1928)
Pour les autres membres de la famille, voir Maison d'Harcourt.
Louis-Emmanuel, vicomte d'Harcourt (23 juin 1844 à Paris - 18 septembre 1928 au château de Pont-Chevron), est un militaire, diplomate et homme politique français, secrétaire général de la présidence de la République de 1873 à 1877.

## Biographie
Fils de Georges Trévor Douglas Bernard d'Harcourt et de Jeanne Paule de Beaupoil de Saint-Aulaire (fille de Louis de Sainte-Aulaire), et frère de Bernard d'Harcourt, il entre dans la diplomatie et occupe les fonctions de secrétaire d'ambassade dans le grand-duché de Bade avant la guerre franco-allemande de 1870.
Lieutenant et parent de la maréchale de Mac Mahon, il devient l'officier d'ordonnance du maréchal de Mac Mahon de 1871 à 1872.
Il est le secrétaire général de la présidence de la République française pendant le mandat présidentiel du maréchal Patrice de Mac Mahon, de 1873 à 1877, ce qui en fait le plus jeune secrétaire général de l'Élysée de l'histoire. Face aux attaques des républicains, l'accusant de tenir un « cabinet noir » et de fomenter un complot contre la République, il finit par donner sa démission.
Nommé « capitaine à la suite » en 1876, il est démissionnaire de l'armée en 1881.
Il est vice-président de la Croix-Rouge.
Propriétaire et éleveur de chevaux de courses, il est président du comité de la Société d’Encouragement. Le Prix d'Harcourt, disputé chaque année sur l'hippodrome de Longchamp, lui rend hommage.

## Distinctions
- Officier de la Légion d'honneur (7 aout 1877)[5]

## Sources
- Olivier Forcade (dir.), Militaires en république, 1870-1962 les officiers, le pouvoir et la vie publique en France : actes du colloque international tenu au Palais du Luxembourg et à la Sorbonne les 4, 5 et 6 avril 1996, Paris, Publ. de la Sorbonne, coll. « Histoire de la France aux XIXe et XXe siècles », 1999, 734 p. (ISBN 978-2-859-44362-7, OCLC 890165236, lire en ligne)
- Jacques Silvestre de Sacy, Le maréchal de Mac Mahon : duc de Magenta (1808-1893), 1960
- Daniel Amson, La cohabitation politique en France : la règle de deux, Paris, Presses universitaires de France, coll. « Politique d'aujourd'hui » (no 40), 1985, 194 p. (ISBN 978-2-130-39352-8)
- Gilles Le Béguec, Les entourages des chefs de l’État sous les IIIe et IVe Républiques